# Chlorophytum decipiens
Chlorophytum decipiens är en sparrisväxtart som beskrevs av John Gilbert Baker. Chlorophytum decipiens ingår i släktet ampelliljor, och familjen sparrisväxter. Inga underarter finns listade i Catalogue of Life.